# 大越多佳子
大越 多佳子（おおこし たかこ、3月25日 - ）は、日本の女性声優。青二プロダクション所属。神奈川県出身。

## 人物
青二塾東京校II部5期生。
趣味は舞台鑑賞。特技はサルサダンス。
資格・免許はファッションコーディネート色彩能力検定3級。

## 出演作品

### テレビアニメ
- 祝!(ハピ☆ラキ)ビックリマン（天女）
- BECK（女の子）
- レ・ミゼラブル 少女コゼット（女性）

### OVA
- 聖闘士星矢 冥王ハーデス冥界編（美穂）
- 聖闘士星矢 冥王ハーデスエリシオン編（美穂）

### ゲーム
- 英雄伝説 零の軌跡 Evolution（ソフィア・ヘイワース[4]）
- 英雄伝説 空の軌跡 FC Evolution（ヒルダ夫人[5]）
- きみスタ 〜きみとスタディ〜（教頭）
- 新・剣と魔法と学園モノ。刻の学園
- 卒業 〜Next Graduation〜（校内放送、女生徒）
- ブライトキングダムオンライン（レミ、ライナ）
- まほろばStories -Library of Fortune-（ハツネ、レム）

### 吹き替え
- THE WAVE ウェイヴ（カロ）

### ラジオ
- シャイニンガールれいでぃお 小町の茶飲み話（2006年11月 - 2009年3月28日）

### ナレーション
- カラダ想いのカンタンレシピ（ジャスト・アイ インフォメーション）
- 健康最前線（ジャスト・アイ インフォメーション）
- ドラマ Aチャン（Yahoo!動画）

### CD
- 書籍 美少女忍者 シャイニンガール! 豪華版ドラマCD（真田ユリナ）
- 孤独のグルメ ドラマCD

### 朗読劇
- ちょっといいはなし（2009年2月）
- 「山椒大夫」&「デューク[6]」（物語シアター[7]、2009年6月）

### その他
- シャイニンガール!（真田ユリナ）
- 声優チャット